# 横纹钝头蛇
横纹钝头蛇（学名：Pareas margaritophorus）为游蛇科钝头蛇属的爬行动物。分布于中南半岛、泰国、缅甸、马来半岛以及中国大陆的香港、海南等地，常见于低海拔地区或山区。其生存的海拔上限为800米。该物种的模式产地在泰国。

## 保护
本种于2023年被收录入《有重要生态、科学、社会价值的陆生野生动物名录》。